# Lipica Górna
Lipica Górna (ukr.  Верхня Липиця) – wieś na Ukrainie, w  obwodzie iwanofrankiwskim, w rejonie rohatyńskim. 
W II Rzeczypospolitej w powiecie rohatyńskim województwa stanisławowskiego. W latach 1941–1945 nacjonaliści ukraińscy z OUN-UPA zamordowali tutaj 51 Polaków i 9 Żydów.